# Nationalratswahl in Österreich 1999
- SPÖ: 65
- GRÜNE: 14
- ÖVP: 52
- FPÖ: 52

- Regierung: 104
- Opposition: 79

Die Nationalratswahl am 3. Oktober 1999 war die 21. in der Geschichte der Republik Österreich. Sowohl die SPÖ unter Bundeskanzler Viktor Klima als auch die ÖVP mit ihrem Spitzenkandidaten Wolfgang Schüssel verloren Stimmen. Während die Sozialdemokraten trotz starker Verluste ihren Platz als stärkste Partei halten konnten, belegte die ÖVP erstmals in ihrer Geschichte nur den dritten Platz nach Wählerstimmen.
Zweitstärkste Kraft wurde die FPÖ von Jörg Haider, welche Thomas Prinzhorn als Spitzenkandidaten ins Rennen schickte und Stimmen und Mandate gewann. Den vierten Platz belegten die Grünen mit Alexander Van der Bellen. Das Liberale Forum mit Heide Schmidt scheiterte an der Vier-Prozent-Hürde und war im neu gewählten Nationalrat nicht mehr vertreten.

## Endergebnis
| Wahlberechtigte    | 5.838.373 |
| abgegebene Stimmen | 4.695.225 |
| Wahlbeteiligung    | 80,42 %   |
| ungültige Stimmen  | 72.871    |
| gültige Stimmen    | 4.622.354 |

| Wahlwerber                                                         | Stimmen   | Anteil   | Anteil   | Mandate | Mandate |
| Wahlwerber                                                         | Stimmen   | 1999     | ±        | 1999    | ±       |
| ------------------------------------------------------------------ | --------- | -------- | -------- | ------- | ------- |
| Sozialdemokratische Partei Österreichs (SPÖ)                       | 1.532.448 | 33,15 %  | −4,91 %p | 65      | −6      |
| Freiheitliche Partei Österreichs (FPÖ)                             | 1.244.087 | 126,91 % | +5,02 %p | 52      | +11     |
| Österreichische Volkspartei (ÖVP)                                  | 1.243.672 | 226,91 % | −1,38 %p | 52      | ±0      |
| Die Grünen – Die Grüne Alternative (GRÜNE)                         | 342.260   | 7,40 %   | +2,59 %p | 14      | +5      |
| Liberales Forum (LIF)                                              | 168.612   | 3,65 %   | −1,86 %p | —       | −10     |
| Die Unabhängigen – Liste Lugner (DU)                               | 46.943    | 1,02 %   | 3n.k.    | —       | ±0      |
| Kommunistische Partei Österreichs (KPÖ)                            | 22.016    | 0,48 %   | +0,19 %p | —       | ±0      |
| Nein zu NATO und EU – Neutrales Österreich Bürgerinitiative (NEIN) | 19.286    | 0,42 %   | −0,68 %p | —       | ±0      |
| Christliche Wählergemeinschaft (CWG)                               | 3.030     | 0,07 %   | −0,03 %p | —       | ±0      |

## Ergebnisse in den Bundesländern
Hier werden die Ergebnisse in den Bundesländern aufgelistet.
| Partei | B    | K      | N    | O    | S      | St   | T    | V      | W    |
| ------ | ---- | ------ | ---- | ---- | ------ | ---- | ---- | ------ | ---- |
| SPÖ    | 41,9 | 35,7   | 33,8 | 33,1 | 29,0   | 33,8 | 23,1 | 18,2   | 37,9 |
| FPÖ    | 21,0 | 38,6   | 22,5 | 26,8 | 29,4   | 29,2 | 28,0 | 30,2   | 24,8 |
| ÖVP    | 30,6 | 16,3   | 32,9 | 28,6 | 27,8   | 26,8 | 32,9 | 35,2   | 17,0 |
| GRÜNE  | 03,7 | 05,5   | 06,0 | 07,4 | 08,4   | 05,8 | 09,7 | 010,04 | 10,3 |
| LIF    | 01,8 | 02,6   | 02,9 | 02,7 | 03,8   | 02,6 | 03,7 | 04,8   | 07,0 |
| DU     | 00,7 | 00,7   | 01,1 | 00,7 | 00,6   | 00,7 | 01,4 | 00,6   | 01,7 |
| KPÖ    | 00,2 | 000,33 | 00,4 | 00,3 | 000,30 | 00,6 | 00,3 | 00,2   | 00,9 |
| NEIN   |      | 000,27 | 00,5 | 00,4 | 000,35 | 00,4 | 00,5 | 00,5   | 00,5 |
| CWG    |      |        |      |      | 00,4   |      | 00,4 | 00,3   |      |

## Folgen
| Parteien                         | Sitze |
| -------------------------------- | ----- |
| Absolute Mehrheit (ab 92 Sitzen) |       |
| SPÖ, FPÖ                         | 117   |
| SPÖ, ÖVP                         | 117   |
| FPÖ, ÖVP                         | 104   |
| Sitze gesamt                     | 183   |

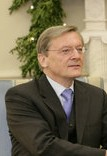
Wolfgang Schüssel

Die Koalitionsverhandlungen zwischen SPÖ und ÖVP über eine Verlängerung der seit 1986 bestehenden Regierungszusammenarbeit scheiterten. Die ÖVP beanspruchte das Finanzministerium, was die SPÖ ablehnte. In der Folge nahm die ÖVP Verhandlungen mit der FPÖ auf. Am 4. Februar 2000 kam es zur Bildung der Bundesregierung Schüssel I, der ersten schwarz-blauen Regierung. Wolfgang Schüssel war der erste ÖVP-Bundeskanzler seit 1970 und der erste Bundeskanzler der Zweiten Republik, der nach Stimmenanzahl nicht von der stärksten oder zweitstärksten Partei gestellt wurde.
Zuvor – vor den Wahlen – hatte Schüssel angekündigt, in Opposition zu gehen, falls die ÖVP auf den dritten Rang der Wählergunst falle.
Das Kabinett der schwarz-blauen Koalition wurde von Bundespräsident Thomas Klestil nur widerwillig angelobt. Zudem akzeptierte er im Vorfeld der Regierungsbildung die FPÖ-Politiker Thomas Prinzhorn und Hilmar Kabas nicht als Bundesminister.
Die Regierungsbeteiligung der FPÖ löste starke Proteste in Teilen der österreichischen Bevölkerung und auf diplomatischer Ebene aus. Außenpolitisch wurde die neue Bundesregierung mit bilateralen Sanktionen belegt; die 14 anderen EU-Staaten beschränkten den Kontakt zur österreichischen Bundesregierung auf das nötigste. Acht Monate später wurden die Sanktionen auf Rat eines vom Europäischen Gerichtshof für Menschenrechte gesandten dreiköpfigen Expertenteams aufgehoben. Israel zog seinen Botschafter aus Wien ab.
In Österreich selbst kam es zu einer Polarisierung der Wählerschaft: einerseits stiegen die Umfragewerte der Regierungskoalition und viele Österreicher solidarisierten sich (z. B. angesichts der außenpolitischen Einmischung) mit der Regierung; andererseits kam es zu einer knapp zwei Jahre anhaltenden Protestbewegung gegen die ÖVP-FPÖ-Regierung. So demonstrierten wenige Wochen nach der Regierungsbildung mehrere hunderttausend Menschen in Wien gegen sie.
Nach der Regierungsbildung trat im April 2000 Viktor Klima (* 1947) als SPÖ-Parteiobmann zurück. Alfred Gusenbauer (* 1960) wurde sein Nachfolger.